# Bungea
Bungea – rodzaj roślin z rodziny zarazowatych (Orobanchaceae). Obejmuje dwa gatunki. Bungea trifida rośnie w rejonie Kaukazu, Azji Mniejszej, w Syrii, Iraku i Iranie. Bungea vesiculifera występuje w Azji Środkowej – w Kazachstanie, Kirgistanie, Tadżykistanie i Uzbekistanie.

## Morfologia
PokrójByliny o pędach gęsto owłosionych, wzniesionych, obłych na przekroju.
LiścieNaprzeciwległe, siedzące lub ogonkowe. Dolne liście całobrzegie wąskolancetowate. Górne liście trójdzielne z równowąskimi łatkami.
KwiatySiedzące. Kielich krótko rurkowaty z 4 równowąskimi działkami. Korona kwiatu silnie dwuwargowa. Pręciki cztery, schowane w rurce korony. Zalążnia jajowata.
OwoceTorebki zawierające kilka okazałych nasion.

## Systematyka
Pozycja systematyczna
Rodzaj z rodziny zarazowatych Orobanchaceae, w której obrębie klasyfikowany jest do plemienia Cymbarieae.
Wykaz gatunków
- Bungea trifida (Vahl) C.A.Mey.
- Bungea vesiculifera (Herder) Pavlov & Lipsch.